# Анаеробно вежбање
Анаеробна вежба је физичка вежба довољно интензивна да изазове стварање лактата односно млечне киселине. Спортисти га користе у спортовима како би развили снагу и брзину и од стране билдера за изградњу мишићне масе. Мишићни енергетски системи настали током анаеробне вежбе развијају се другачије у поређењу са аеробном вежбом, што доводи до већих перформанси у кратком трајању, активности високог интензитета које трају од само секунде до око 2 минуте. 
Могу се разликовати два међусобно различита начина добијања енергије:
- анаеробно стварање енергије без производње лактата (млечне киселине), тако да се енергија добија од аденозинтрифосфата (АТП-а) и креатин-фосфата (ЦП-а). Овај облик добијања енергије назива се још алактатни или фосфаген.

- анаеробно стварање енергије уз производњу лактата, при чему се енергија добија процесом анаеробне гликолизе те се назива лактатни или гликолитички.[2]

## Метаболизам
Анаеробни метаболизам је природни део потрошње метаболичке енергије целог тела. Брзи мишићни трзаји делују користећи анаеробне метаболичке системе, тако да свако регрутовање мишићних влакана која се брзо трзају доводи до повећаног трошења анаеробне енергије. Интензивно вежбање које траје дуже од око четири минута може још увек имати значајну компоненту трошења анаеробне енергије. Тренинг високог интензитета, иако заснован на аеробним вежбама попут трчања, вожње бициклом и веслања, ефикасно постаје анаеробни ако се изводи преко 90% максималног броја откуцаја срца. Тешко је квантификовати трошак анаеробне енергије.
Супротно томе, аеробна вежба укључује активности нижег интензитета које се изводе током дужег периода и током које се троши кисеоник како би тело имало енергију за извођење вежбе. Активности као што су ходање, дуго споро трчање, веслање и вожња бициклом захтевају много кисеоника за генерисање енергије потребне за дуготрајно вежбање. У спортовима који захтевају поновљене кратке изводе вежбања, анаеробни систем омогућава мишићима да се опораве за следећу активност. Због тога, тренинг за многе спортове захтева да се развију оба система за производњу енергије.